# Tổng công ty Cổ phần Bảo hiểm Quân đội
Tổng công ty Cổ phần Bảo hiểm Quân đội (MIC) trực thuộc Tổng cục Công nghiệp Quốc phòng - Bộ Quốc phòng Việt Nam  là doanh nghiệp quốc phòng có chức năng cung cấp các sản phẩm bảo hiểm về hàng hóa, ô tô-xe máy, hàng không, tàu thuyền, con người, tài sản kỹ thuật

## Lịch sử
Ngày 08/10/2007, Bộ Tài chính đã cấp Giấy phép thành lập và hoạt động số 43 GP/KDBH thành lập Công ty Cổ phần Bảo hiểm Quân đội (tên gọi tắt là MIC), MIC là doanh nghiệp bảo hiểm đầu tiên thành lập theo Nghị định số 45/CP ngày 27/3/2007 của Chính phủ với số vốn điều lệ là 300 tỷ đồng, hoạt động trong lĩnh vực bảo hiểm phi nhân thọ.
Năm 2008, Thành lập 18 Chi nhánh và 30 phòng kinh doanh tại các tỉnh, thành phố lớn trên cả nước
Năm 2012, Tái cơ cấu thành công, đổi mới chiến lược kinh doanh, chuyển đổi mô hình Hội sở thành 5 Khối. Lần đầu tiên doanh thu đạt mốc vượt 500 tỷ đồng, hoàn thành vượt mức kế hoạch doanh thu bảo hiểm, tiếp tục khẳng định là doanh nghiệp bảo hiểm có lợi nhuận từ hoạt động kinh doanh bảo hiểm gốc.
Sau hơn 3 năm hoạt động, MIC đã khẳng định được vị trí của mình trên thị trường bảo hiểm Việt Nam, ngày 31/5/2011 Bộ Tài chính cấp Giấy phép điều chỉnh số 43/GPĐC8/KDBH đổi tên thành Tổng công ty Cổ phần Bảo hiểm Quân đội và ngày 24/11/2011, Bộ Tài chính cấp Giấy phép điều chỉnh số 43/GPĐC10/KDBH chấp thuận Tổng công ty Cổ phần Bảo hiểm Quân đội tăng vốn điều lệ lên 400 tỷ đồng

## Hoạt động
MIC kinh doanh các sản phẩm bảo hiểm phi nhân thọ bao gồm: Bảo hiểm sức khỏe và bảo hiểm tai nạn con người; Bảo hiểm tài sản và bảo hiểm thiệt hại; Bảo hiểm hàng hóa vận chuyển đường bộ, đường sắt, đường biển, đường sông và đường hàng không; Bảo hiểm xe cơ giới; Bảo hiểm cháy, nổ; Bảo hiểm thân tàu và trách nhiệm dân sự chủ tàu; Bảo hiểm trách nhiệm; Bảo hiểm tín dụng và rủi ro tài chính; Bảo hiểm thiệt hại kinh doanh; Bảo hiểm hàng không. Đồng thời, MIC kinh doanh nhận và nhượng tái bảo hiểm và đầu tư vốn.

## Tổ chức

### Lãnh đạo
- Chủ tịch HĐQT: Uông Đông Hưng
- Tổng Giám đốc: Đinh Như Tuynh
- Các Phó Tổng Giám đốc

### Đơn vị trực thuộc
- Các phòng ban chức năng
- Các Công ty Bảo hiểm MIC tại các tỉnh thành (28 Công ty)

## Thành tích
- Huân chương Lao động hạng Ba (2012)[7]
- Thương hiệu tin dùng thủ đô năm 2013[7]
- Sao Vàng Đất Việt năm 2013[7]